# Erigone koshiensis
Erigone koshiensis är en spindelart som beskrevs av Ryoji Oi 1960. Erigone koshiensis ingår i släktet Erigone och familjen täckvävarspindlar. Inga underarter finns listade i Catalogue of Life.